# Bartosz Romowicz
Bartosz Romowicz (ur. 14 czerwca 1988 w Lesku) – polski polityk, ekonomista, nauczyciel akademicki i samorządowiec, burmistrz Ustrzyk Dolnych (2014–2023), poseł na Sejm X kadencji.

## Życiorys
Ukończył prawo i ekonomię na Katolickim Uniwersytecie Lubelskim Jana Pawła II. Odbył też studia doktoranckie z prawa na macierzystej uczelni oraz studia podyplomowe z rachunkowości i finansów na Uniwersytecie Ekonomicznym w Krakowie. Podjął pracę jako nauczyciel akademicki w Wyższej Szkole Informatyki i Zarządzania w Rzeszowie.
W 2006 bezskutecznie kandydował na radnego Ustrzyk Dolnych. Wstąpił do Polskiego Stronnictwa Ludowego, w wyborach w 2011 startował z jego ramienia do Sejmu. W wyborach samorządowych w 2014 został wybrany na urząd burmistrza Ustrzyk Dolnych z ramienia lokalnego komitetu. W 2018 z powodzeniem ubiegał się o reelekcję. W wyborach w 2019 bezskutecznie ubiegał się o mandat senatora (otrzymał 81 983 głosy).
W 2021 przystąpił do Polski 2050 Szymona Hołowni, objął funkcję przewodniczącego regionu podkarpackiego partii. W 2023 został wybrany do Sejmu z okręgu krośnieńskiego, kandydując z pierwszego miejsca na liście koalicji Trzecia Droga i otrzymując 21 527 głosów. W grudniu 2023 został wybrany na zastępcę przewodniczącego sejmowej komisji śledczej ds. wyborów korespondencyjnych.

## Wyniki w wyborach ogólnopolskich
| Wybory | Komitet wyborczy | Komitet wyborczy           | Organ             | Okręg           | Wynik          |
| ------ | ---------------- | -------------------------- | ----------------- | --------------- | -------------- |
| 2011   |                  | Polskie Stronnictwo Ludowe | Sejm VII kadencji | nr 22           | 257 (0,09%)    |
| 2019   | Senat X kadencji | Polskie Stronnictwo Ludowe | nr 58             | 81 983 (35,25%) |                |
| 2023   |                  | Trzecia Droga              | Sejm X kadencji   | nr 22           | 21 527 (4,87%) |

## Życie prywatne
Syn Wiesława i Elżbiety. Żonaty z Małgorzatą, ma córkę Kalinę.